# Baby-Baby-Baby
«Baby-Baby-Baby» — песня американской женской хип-хоп и ритм-н-блюзовой группы TLC. Была выпущена 29 апреля 1992 года в качестве второго сингла первого студийного альбома группы Ooooooohhh... On the TLC Tip. Песня стала первым хитом TLC, достигшим первой строчки американского хит-парада Hot R&B/Hip-Hop Songs и вторым в Top-10 в Billboard Hot 100. Журнал Billboard назвал эту песню № 5 в своём итоговом списке Лучших синглов США 1992 года. Сингл был сертифицирован в платиновом статусе RIAA в 1992 году.

## Релиз

### 12" (виниловая грампластинка)
- Extended Remix
- Remix Radio Edit
- Remix Rap Version
- Remix Instrumental

## Чарты и сертификации

### Недельные чарты
| Чарт (1992-93)                           | Высшая позиция |
| ---------------------------------------- | -------------- |
| Австралия (ARIA Singles Chart)           | 95             |
| Великобритания UK Singles Chart          | 55             |
| США Billboard Hot 100                    | 2              |
| США Billboard Hot R&B Singles            | 1              |
| США Billboard Hot R&B/Hip-Hop Recurrents | 3              |

### Годовые итоговые чарты
| Чарт (1999)           | Позиция |
| --------------------- | ------- |
| США Billboard Hot 100 | 5       |

### Чарты десятилетия
| Чарт (1990—1999)      | Позиция |
| --------------------- | ------- |
| США Billboard Hot 100 | 80      |